# Championnat de Tunisie masculin de handball 1985-1986
Navigation
Saison précédente Saison suivante
La saison 1985-1986 du championnat de Tunisie masculin de handball est la 31e édition de la compétition.
Le Club africain, qui a tout essayé pendant quinze ans (recrutements, changements d'entraîneurs, d'encadreurs, etc.) pour détrôner l'Espérance sportive de Tunis, arrive enfin à atteindre son objectif en remportant le championnat. Pris en main par son ancien joueur Sadok Baccouche, et inaugurant le recrutement de joueurs étrangers, il devance l'Étoile sportive du Sahel de neuf points et l'Espérance sportive de Tunis de 17 points. Cependant, celle-ci sauve sa saison en remportant une nouvelle fois la coupe de Tunisie, quoique difficilement (21-20), face à l'Étoile sportive du Sahel qui prend de plus en plus d'envergure avec Hamadi Jemaïel (dix buts en finale).
Pour la relégation, les deux nouveaux promus que sont le Club sportif des cheminots et l'Union sportive des transports de Sfax n'ont pas réussi à s'adapter au niveau de la division nationale et sont rétrogradés.

## Clubs participants
| - Espérance sportive de Tunis - Club africain - Club sportif de Hammam Lif - Sporting Club de Moknine - Association sportive d'Hammamet - Stade tunisien - Étoile sportive du Sahel | - Jeunesse sportive kairouanaise - Club sportif hilalien - Union sportive monastirienne - El Menzah Sport - Club sportif sfaxien - Club sportif des cheminots - Union sportive des transports de Sfax |

## Compétition
Le barème de points servant à établir le classement se décompose ainsi :
- Victoire : 3 points
- Match nul : 2 points
- Défaite : 1 point
- Forfait et match perdu par pénalité : 0 point

### Classement
|    | Équipe                                    | Pts | J  | G  | N | P  | Bp  | Bc  | Diff |
| -- | ----------------------------------------- | --- | -- | -- | - | -- | --- | --- | ---- |
| 1  | Club africain                             | 75  | 26 | 23 | 3 | 0  | 649 | 480 | 169  |
| 2  | Étoile sportive du Sahel                  | 66  | 26 | 18 | 4 | 4  | 641 | 556 | 85   |
| 3  | Espérance sportive de Tunis (T, C)        | 58  | 26 | 15 | 2 | 9  | 546 | 480 | 66   |
| 4  | Sporting Club de Moknine                  | 56  | 26 | 14 | 2 | 10 | 586 | 561 | 25   |
| 5  | Stade tunisien                            | 55  | 26 | 14 | 1 | 11 | 575 | 575 | 0    |
| 5  | Association sportive d'Hammamet           | 55  | 26 | 14 | 1 | 11 | 650 | 630 | 20   |
| 7  | El Menzah Sport                           | 54  | 26 | 12 | 4 | 10 | 568 | 576 | -8   |
| 8  | Club sportif de Hammam Lif                | 53  | 26 | 12 | 3 | 11 | 639 | 601 | 38   |
| 9  | Union sportive monastirienne              | 50  | 26 | 10 | 4 | 12 | 492 | 536 | -44  |
| 9  | Club sportif sfaxien                      | 50  | 26 | 10 | 4 | 12 | 592 | 613 | -21  |
| 9  | Club sportif hilalien                     | 50  | 26 | 10 | 4 | 12 | 541 | 550 | -9   |
| 12 | Jeunesse sportive kairouanaise            | 43  | 26 | 7  | 3 | 16 | 452 | 544 | -92  |
| 13 | Club sportif des cheminots (P)            | 35  | 26 | 3  | 3 | 20 | 490 | 582 | -92  |
| 14 | Union sportive des transports de Sfax (P) | 28  | 26 | 0  | 2 | 24 | 439 | 593 | -154 |

|  | Champion de Tunisie 1985-1986                                                                |
|  | Relégation directe en deuxième division                                                      |
|  | (T) Tenant du titre (C) Vainqueur de la coupe de Tunisie (P) Club promu de deuxième division |

### Division d'honneur
Les deux champions de poules, le Club athlétique bizertin entraîné par le capitaine de l’Espérance sportive de Tunis, Khaled Achour, et El Makarem de Mahdia dirigé par Khelifa Ayeb, retrouvent la division nationale.

## Champion
- Club africain
  - Entraîneur : Sadok Baccouche
  - Effectif :
    - Gardiens de but : Chedly El Gayed, Mourad Bezzargua[2], Ridha Mannai
    - Joueurs de champ : Raouf Ben Samir, Mongi Boughattas, Hédi Laâribi (Mallakh), Béchir Belhaj, Hafedh Zouabi, Gaston Nzoussi (Congo), Lotfi Ben Soltan, Taoufik Ben Samir, Hatem Amara, Teodor Dito (Nigeria), Hatem Bourara, Mahmoud Belhassen, Mounir Riahi, Mehrez Kelaï, Rachid Nefzi, Raouf Chabchoub, Chafik Jemaïel